# Jussi Björlingstipendiet
Jussi Björlingstipendiet instiftades 1970 när Jussi Björlings maka Anna-Lisa Björling gav Stiftelsen Kungliga Teaterns Solister i uppdrag att förvalta minnesfondens kapital och tilldela sångstipendier till sångsolister vid Kungliga Teatern. Jury är chefen för Kungliga Operan, ordförande och Stiftelsen Kungliga Teaterns Solisters styrelse. 
Man ändrade stadgarna 1972 med lydelsen att avkastningen vart tredje år ska användas för stipendium åt inom sångens och musikens område verksam person som tillika är bosatt i eller har nära anknytning till Dalarna.
Stipendiat utses av en jury bestående av landshövdingen i Dalarnas län eller den person, som landshövdingen i sitt ställe förordnar, ordförande samt en representant utsedd av Borlänge stad, en representant utsedd av Dalarnas bildningsförbund, en representant utsedd av Tunabygdens Fornminnes- och Hembygdsförening och en representant utsedd av Stiftelsen Kungl. Teaterns Solisters styrelse. De år stipendiet delas ut till en person med anknytning till Dalarna förläggs utdelningen i anknytning till Stora Tuna kyrka. Jussi Björling är född i Stora Tuna och hans gravplats är vid Stora Tuna kyrka.
Sedan 2009 bidrar Anders Walls stiftelse med stipendiesumman.

## Jussi Björlingstipendiater
- 1967 – Hans Johansson
- 1968 – Ej utdelat
- 1969 – Ej utdelat
- 1970 – Margareta Hallin
- 1971 – Birgit Nordin och John-Eric Jacobsson
- 1972 – Lars Roos, pianist
- 1973 – Dorrit Kleimert och Lars Kullenbo
- 1974 – Gunilla Wallin och Jonny Blanc
- 1975 – Busk Margit Jonsson
- 1976 – Hillevi Blylods och Jerker Arvidson
- 1977 – Kerstin Meyer och Rolf Björling
- 1978 – Anita Soldh
- 1979 – Britt Marie Aruhn och Rolf Jupither
- 1980 – Tord Slättegård
- 1981 – Sven Erik Vikström
- 1982 – Bo Lundborg
- 1983 – Jadwiga Koba
- 1984 – Margareta Jonth
- 1985 – Anders Bergström
- 1986 – Thomas Sunnegårdh
- 1987 – Hillevi Martinpelto
- 1988 – Stefan Dahlberg
- 1989 – Inger Blom
- 1990 – Nils Lindberg, tonsättare, arrangör m.m.
- 1991 – Sylvia Lindenstrand och Loa Falkman
- 1992 – Björn Asker
- 1993 – Nils-Erik Sparf och Alm Nils Ersson, musiker
- 1994 – Gösta Winbergh
- 1995 – Sten Wahlund[källa behövs]
- 1996 – Carolina Bengtsdotter-Ljung
- 1997 – Lena Nordin
- 1998 – Lars Cleveman
- 1999 – Putte Wickman, klarinettist
- 2000 – Ulrik Qvale
- 2001 – Ingrid Tobiasson
- 2002 – Kalle Moraeus, musiker
- 2003 – Uno Stjernqvist
- 2004 – Klas Hedlund
- 2005 – Ej utdelat
- 2006 – Harald Henrysson, museichef Jussi Björlingmuseet
- 2007 – Ej utdelat
- 2008 – Ej utdelat
- 2009 – Jesper Taube, baryton
- 2010 – Jonas Degerfeldt, tenor
- 2011 – Hanna Husáhr, sopran
- 2012 – Michael Weinius, tenor
- 2013 – Aleksandrs Antonenko, tenor
- 2014 – Anders J. Dahlin, tenor och Maria Keohane, sopran
- 2015 – Peter Mattei
- 2016 – Nina Stemme[2]
- 2017 – Anna Larsson och Göran Eliasson[3]
- 2018 – Karl-Magnus Fredriksson
- 2019 – Iréne Theorin[4]
- 2020 – Anna Eklund Tarantino, sopran och kulturentreprenör, samt Dala-Floda Operafest[5]
- 2021 – Daniel Johansson[6]
- 2022 – John Lundgren
- 2023 – Ann-Kristin Jones[7]
- 2024 – Malin Byström[8]
- 2025 – Joachim Bäckström[9]